# Christoph Grab

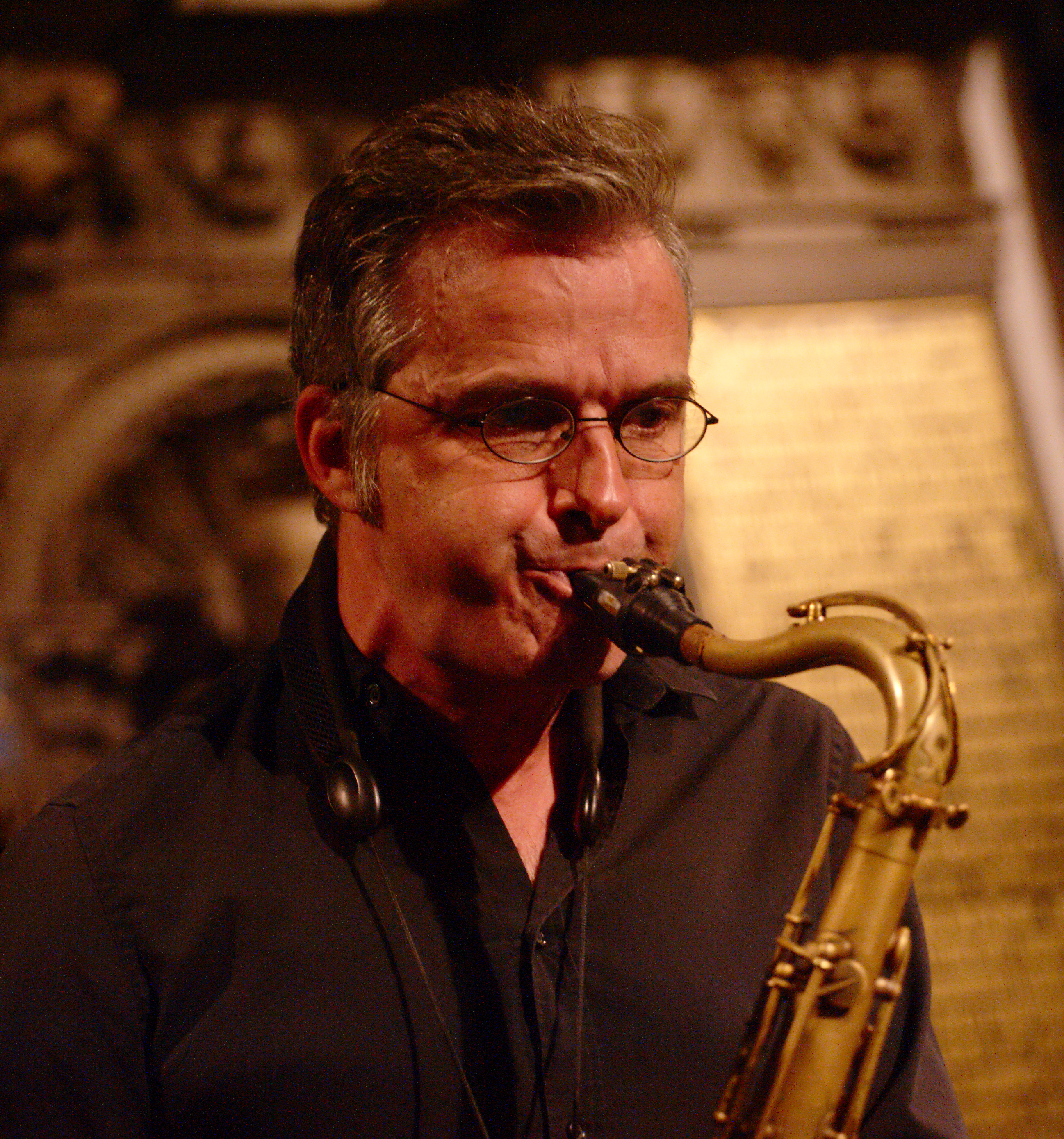
Christoph Grab beim Konzert mit Escape Argot in der Stadtkirche Darmstadt am 19. September 2019

Christoph Grab (* 5. September 1967 in Bern) ist ein Schweizer Jazzmusiker (Tenor-, Alt-, Sopransaxophon und Live-Elektronik), Komponist und Hochschullehrer.

## Leben und Wirken
Grab studierte an der Swiss Jazz School Bern Saxophon, Komposition und Arrangement; seine Lehrer und Mentoren waren u. a. Andy Scherrer, Sal Nistico, Jerry Bergonzi, Joe Lovano und Dave Liebman.
Grab trat zunächst mit so unterschiedlichen Musikern wie Ray Anderson, Wolfgang Muthspiel, Irène Schweizer, Kurt Weil, Joe Beck, Mark Egan, Danny Gottlieb oder Harald Haerter auf. Mit seinem eigenen Jazzquartett spielte er Alben wie Personal und Cryptic Blues ein. In seinem Bandprojekt Raw Vision arbeitete er 2019 mit Ronny Graupe, Thomas Lüscher, Raphael Walser und Maxime Paratte. Andere eigene Projekten nehmen die Wurzeln des Jazz neu auf: Das Quintett Reflections (mit Lukas Traxel und Pius Baschnagel), das sich u. a. der Musik von Thelonious Monk widmet, Tough Tenor, das die Musik des Count Basie Orchestra im Taschenformat präsentiert, und Root Area, das eine erneuerte Auffassung des Soul-Jazz erprobt. Weiter war er in der Pulptruppe Science Fiction Theater international aktiv.
Bei seiner Arbeit als freischaffender Musiker in der Schweizer Jazzszene gehörte Grab vielen festen Formationen an, etwa Baumann/Grab/Haemmerli/Renold, dem Zurich Jazz Orchestra, Ellingtonality, Axel Fischbacher Oktett, Raphael Jost & Lots of Horns, Spittin' Horns, Christoph Steiner's Escape Argot, Elmar Frey Sextett. Frühere Formationen waren beispielsweise Neuromodulator, KOJ/Nadelöhr, ContempArabic Jazz Ensemble, Marion Denzler Group, The Blindside, Lukas Bitterlin Quartett, Blastic, Grab/Kopf Quartett etc. Seine intensive Beschäftigung mit Live-Elektronik und seine Performances mit gehacktem und zu Klangmaschinen verändertem Spielzeug verschaffen ihm z. Z. auch Beachtung in der Elektronik- und DJ-Szene.
Neben seiner aktiven Musikertätigkeit ist Grab seit 1998 Professor für Saxophon und Improvisation an der Jazzfakultät der Zürcher Hochschule der Künste.

## Preise und Auszeichnungen
Grab erhielt 1992 den Ersten Preis der nationalen Ausscheidung für junge Solisten der Freidel-Wald-Stiftung in Basel. 2023 wurde er als «traditionsbewusster Modernist» und als bedeutender, besonders vielseitiger und kreativer Schweizer Musiker mit dem Swiss Jazz Award ausgezeichnet.

## Diskographische Hinweise
- Christoph Grab Root Area: In Pursuit of Happiness (2025, Lamento Records; mit Nicole Johänntgen, Marcel Thomi und Elmar Frey)[2]
- Reflections: Live at Haberhaus (2020, Lamento Records; mit Lukas Thöni, Andreas Tschopp, Lukas Traxel, Pius Baschnagel. Bestenliste Preis der deutschen Schallplattenkritik)
- Raw Vision Fool's Dance (2018, QFTF, mit Ronny Graupe, Thomas Lüscher, Raphael Walser, Maxime Paratte)[3]
- Reflections (2017, Lamento Records)
- Raw Vision: Code Talker (2015, Unit Records)
- Science Fiction Theater: Pimp Town (2010, Traumton Records)
- Cryptic Blues (2006, Unit)
- Neuromodulator: N (2008, everest records)
- Christoph Grab's Reality Scan: The Soul of the City (2000, EV)

## Lexikalische Einträge
- Bruno Spoerri (Hrsg.):  Biografisches Lexikon des Schweizer Jazz CD-Beilage zu: Spoerri, Bruno (Hrsg.): Jazz in der Schweiz. Geschichte und Geschichten. Chronos-Verlag, Zürich 2005, ISBN 3-0340-0739-6